# Leo Nys
Leo Nys (1949) is een Belgisch voormalig politicus voor CD&V.

## Levensloop
Nys werd bij de gemeenteraadsverkiezingen van 2006 voor het eerst verkozen op de lijst van CD&V in Oud-Turnhout. Hij werd derde schepen met als bevoegdheden Financiën, Onderwijs en Landbouw.
Op 1 januari 2011 volgde hij burgemeester Jef Kersemans. In mei 2015 kondigde Nys zijn ontslag aan als burgemeester van de gemeente. Er heersten op dat moment spanningen binnen de coalitie. Hij was naar eigen zeggen teleurgesteld over de gang van zaken en was de onderlinge onenigheid beu. Hij bleef ook geen lid van de gemeenteraad. Als burgemeester werd hij opgevolgd door partijgenoot Jos Vinckx.